# Roberto Rivas Betancourt
Roberto de Rivas Betancourt fue un militar y político español, teniente de rey en Campeche durante el reinado de Carlos III. Fue gobernador interino de Yucatán (Capitanía General de Yucatán) de 1779 a 1783.

## Datos históricos
Al morir Hugo O'Conor, gobernador de Yucatán, el teniente de rey en Campeche, Roberto de Rivas Betancourt fue a Mérida para hacerse cargo de la gubernatura interina como le correspondía por su cargo, mientras el rey de España nombraba nuevo gobernador propietario. Tomó posesión el 19 de marzo de 1779. Roberto de Rivas había pertenecido al regimiento de Burgos y se había casado con una pariente del marqués de Mondéjar por cuyo conducto obtuvo el ser nombrado teniente de rey en Campeche. Al asumir el cargo de gobernador interino intentó convencer a la corte española de que él debería ser el próximo gobernador propietario de Yucatán. Utilizó todas sus relaciones para que el rey hiciera el nombramiento a su favor e inclusive hizo llegar a la corte cartas de recomendación del Ayuntamiento meridano.
Pero tenía muchos adversarios y estos también hicieron valer sus razones para que el nombramiento no fuera en favor de Rivas Betancourt. Finalmente la decisión del rey recayó en otras personas, aunque Roberto de Rivas pudo prolongar su interinato porque la primera de ellas no quiso aceptar el nombramiento y supo excusarse ante el rey. La segunda, que sí había aceptado, cayó enferma en La Habana, en su viaje hacia Yucatán, y tuvo que regresar a España sin asumir el cargo. Después de eso, desde la Ciudad de México fue nombrado otro interino por el virrey de la Nueva España, Matías de Gálvez y Gallardo. Este tenía la facultad de nombrar interinos mientras se daba la decisión final del rey. El nuevo interino que sucedió a Rivas Betancourt fue José Merino y Ceballos quien tomó posesión el 26 de junio de 1783. Habían transcurrido más de cuatro años desde que Roberto de Rivas asumió el cargo como interino.
Durante su largo interinato Roberto Rivas Betancourt, emprendió una campaña para expulsar a los ingleses de Belice. Para ello constituyó una flota que zarpó desde Campeche y que logró evacuar sólo parcialmente a los ingleses de la ribera del Río Hondo. No logró expulsar a todos los ingleses que se beneficiaban ilegalmente de los recursos de la costa oriental de la península de Yucatán. En 1783, prácticamente coincidiendo con la llegada de sus sucesor, Gran Bretaña firmó un tratado con España en el que reconoció la soberanía española sobre Belice a cambio de permitírsele seguir explotando las ricas maderas de la región y su palo de tinte, entre los ríos Hondo y Wallix (un afluente del río Hondo). Este hecho habría de generar un gran resentimiento entre los yucatecos.